# Thrypticomyia apicalis majuscula
Thrypticomyia apicalis majuscula is een ondersoort van de tweevleugelige Thrypticomyia apicalis uit de familie steltmuggen (Limoniidae). De soort komt voor in het Oriëntaals gebied.